# Leif E. Larsen
Leif Eigil Larsen (16. august 1924 i Helsingør – 14. januar 2008) var i mange år medlem af DKP, og i de senere år medlem af Enhedslistens ældreudvalg.  Hans far var Eigil Larsen, stifter af modstandsgruppen BOPA under besættelsen. Larsen kom med i denne sabotagegruppe, og hans bog Borgerlige Partisaner handler om BOPA og dens opbygning. 

## Opvækst
Larsen var opvokset i et hjem med kommunistiske idealer. I 1932 blev forældrene skilt. Larsens mor tog arbejde på en tobaksfabrik, mens hans far kort efter stiftede ny familie i Tikøb. Som skibsbygger betalte han dog stadig børnebidrag, til han blev arresteret søndag morgen 22. juni 1941 - samme morgen, hvor Hitlers Tyskland startede sit angreb på Sovjetunionen - og afskåret fra at tjene noget. For Larsens mor blev det en meget streng tid, da krigen medførte arbejdsdeling, dvs. halvering af lønnen på tobaksfabrikken; og der var ingen hjælp at få fra socialkontoret i Indre By, hvor hun boede med sine to børn på 13 og 17 år  i en lejlighed i en saneringsmoden ejendom i tredje baggård i Adelgade i København. 
De fleste af de kommunister, der sammen med Larsens far sad fængslet i Horserødlejren, var ligesom han hovedforsørgere i deres familier. Som Horserødfangernes valgte tillidsmand havde han et møde med justitsminister Thune Jacobsen og kontorchef Tetens fem måneder efter arrestationerne. Da var stadig intet gjort med tanke på økonomisk hjælp til fangernes familier. 22. oktober 1941 orienterede lejrchefen, inspektør Bentzen, fangerne om, at deres familier ville få hjælp ved anvendelse af en paragraf i forsorgsloven, omhandlende "ekstraordinær militærtjeneste". Men endnu i foråret 1942 rettede Larsens far, sammen med sine medfanger Carl Marius Madsen og den senere borgmester i København, Johannes Hansen, mange og lange henvendelser til kommuner, der var ligeglade med regeringens henstilling. Nok gav staten tilskud til hjælpen, men kommunerne måtte også skyde til. Helt galt gik det i Larsens familie, da Eigil Larsen flygtede fra Horserødlejren via en 18 m lang tunnel gravet fra hans fængselscelle og ud under lejrens pigtrådshegn. Leif Larsen skriver: "Ikke ti vilde heste kunne få sognerådet i Tikøb, hvor han boede, da politiet hentede ham, til at betale en øre til de to familier." Det gik nemmere, da det blev tydeligt, at tyskerne kom til at tabe krigen. Men når det gjaldt kommunisternes familier, fremgår det af arkivet efter Larsens far, at man hele vejen holdt penge tilbage. 

## Karriere
Efter krigen ville Larsen satse på en militær karriere som officer, blandt andet for at demokratisere hæren,  men blev efter endt uddannelse afskrevet. I stedet blev han trykker, ansat ved Land og Folk og senere ved Politiken. Han var æresmedlem af Journalistforbundet.